# Programme de veille sur la radicalisation
 (juillet 2015).
 (août 2017).
Le programme de veille sur la radicalisation (Radicalization Watch Project, en anglais, RWP) est un programme de recherche tripartite (France-États-Unis-Canada), lancé en 2004 par le Laboratoire d’Analyse de l’Information Stratégique et de Veille Technologique au sein du CREC Saint-Cyr Coëtquidan (sous la direction de Mathieu Guidère alors professeur résident à Saint-Cyr).
Ce programme se concentre sur le suivi informationnel multilingue des groupes radicaux dans le monde et sur l’analyse et la diffusion de l’information recoupée concernant les aspects idéologiques et psychologiques du terrorisme. Les thématiques principales du groupe de recherche sont axées sur la radicalisation, les droits de l’homme, la psychologie du terrorisme, la propagande terroriste, les psycho-traumatismes liés aux attentats terroristes et la gestion du stress post-traumatique. Basé sur un réseau d’experts spécialistes en terrorisme international, le programme RWP s’efforce de maintenir le contact entre des chercheurs et des universitaires travaillant sur la radicalisation en fournissant des recherches théoriques et pratiques, en facilitant l’échange d’expertise et en diffusant les résultats les plus pertinentes des recherches scientifiques sur ces thématiques.
Le programme entretient un réseau de chercheurs sur le terrain localisés sur les cinq continents et en particulier en Afrique et en Asie, avec une focalisation sur la région MENA. Ce réseau alimente plusieurs bases de données à finalité heuristique et scientifique : 1) une base de données écrites (communiqués de revendications, documentation papier en langue source, livrets de propagande, etc.), une base de données audiovisuelles (vidéos et enregistrements audio issus des groupes radicaux), ainsi qu'une base de données cartographiques (cartes de localisation géographique des acteurs et des foyers de la radicalisation dans le monde). Grâce à un système de veille stratégique multilingue, le réseau se distingue par un travail de recherche mené exclusivement à partir de sources de première main et des documents en langue étrangère (arabe, ourdou, pachto, swahili, etc.), avec une offre de traduction pour les documents les plus importants.

## Historique et évolution du programme
Le programme de veille sur la radicalisation (Radicalization Watch Project, en anglais, RWP) a été initialement (2004) dirigé par le laboratoire AISVT au sein du CREC Saint-Cyr. Il a été ensuite (2008) transféré à l’Université de Genève, en Suisse, à la suite de la nomination de M. Guidère comme professeur de veille stratégique multilingue, puis (2011) à l’Université de Toulouse-Le Mirail, où le directeur du programme a été nommé professeur d’islamologie appliquée. Malgré ses pérégrinations, le programme n’a pas changé d’objectif : fournir des indicateurs et des analyses internes sur les tendances de radicalisation islamiste dans le monde, sur l’exploitation de l’internet et des médias par les groupes et les organisations terroristes en appliquant les méthodes de veille stratégique et d’intelligence culturelle.
Fondé sur une analyse approfondie de la production écrite et audiovisuelle jihadiste, le programme RWP a d’abord exploré les conceptions de la « radicalisation » dans le monde, ainsi que les discours de justification qui l’accompagnent. Une grande partie de la littérature scientifique sur la radicalisation se concentre sur l’extrémisme islamiste et sur le terrorisme jihadiste, c’est pourquoi les travaux du RWP se sont très tôt focalisés sur la relation entre la radicalisation individuelle, l’extrémisme religieux et la violence politique, en proposant d’étudier la radicalisation au niveau individuel. Le directeur du programme, M. Guidère, a proposé une re-conceptualisation de la radicalisation comme «choc des perceptions qui peut survenir dans des conflits asymétriques».
De 2004 à 2006, le programme de veille RWP a été axée sur le conflit irakien et a étudié Al-Qaïda en Mésopotamie, ainsi que la radicalisation des Occidentaux partant pour le djihad en Irak.
De 2007 à 2011, le RWP s’est concentré sur les groupes islamistes et terroristes agissant en Afrique du Nord et au Moyen-Orient (la région MENA) et a étudié le processus de radicalisation des jeunes liés à ces groupes et organisations en Europe et en Amérique du Nord, en particulier l’organisation d’Al-Qaïda au Maghreb Islamique (AQMI).
Depuis 2011, le programme se concentre sur l'évolution de l'islamisme radical à la suite du Printemps arabe et sur les conséquences psychologiques des attaques terroristes à travers l’Internet.

## Étude du processus de radicalisation
Le programme de veille sur la radicalisation (PVR) cherche à explorer les facteurs de basculement dans l’action violente ou terroriste. Le nombre de variables qui entrent en jeu dans la radicalisation au niveau individuel est très grand mais les recherches menées au sein du RWP montrent qu’il existe un petit nombre de constantes, à savoir que : 1) le terrorisme est enraciné dans le mécontentement politique ; 2) une culture de l’aliénation et de l’humiliation peut agir comme un terreau favorable au processus de radicalisation ; 3) le désir de vengeance, qu’il soit individuel ou collectif, est un leitmotiv dans la littérature terroriste.
Certaines études de cas du RWP révèlent comment des personnes vivant en Occident (souvent de la deuxième ou de la troisième génération d’immigrants musulmans) sont endoctrinés idéologiquement et influencés psychologiquement par la propagande terroriste alors même qu’ils vivent des démocraties où la liberté et la justice sont garanties.
Le programme RWP montre que les causes de la radicalisation doivent être recherchées en priorité au niveau individuel. Cela implique notamment des problèmes d’identité, d’intégration ratée, des sentiments d’aliénation, de marginalisation, de discrimination, de précarité, d’humiliation (directe ou par procuration), de stigmatisation et/ou de rejet. Ce type de perception négative est souvent combiné avec une indignation morale et un désir de revanche ou de vengeance. En tout état de cause, on trouve les invariants suivants dans les conclusions du programme de recherche:

### La plupart des terroristes présentent des «troubles de la personnalité»
L’une des conclusions les plus gênantes de l’étude est que la plupart des terroristes présentent des troubles de la personnalité (paranoïaque, obsessionnel, compulsif, manque d'empathie, etc.), avec une perception de la violence comme nécessaire et non comme une violation flagrante des normes sociales ni comme un acte anti-social et extra-normal. Mais cela ne signifie pas que les groupes terroristes attirent surtout des «cinglés»; bien au contraire, ceux-ci choisissent pour des raisons de sécurité, soit des individus instruits et politiquement engagés, soit des «idiots utiles» appropriés aux actions kamikazes. Cependant, parmi les terroristes qualifiés de «loups solitaires», le nombre d’individus déviants tend à être sensiblement plus élevé. Certains terroristes vont «renaître» grâce à leur engagement dans l’action violente. Et bon nombre de « convertis » estiment que leurs vies antérieures ont été "ratées" ou qu’ils étaient eux-mêmes « perdus » avant leur adhésion à un groupe terroriste.

### Il n’existe pas de «profil» terroriste typique
Une autre conclusion documentée du programme de recherche est qu’il n’y a pas de type particulier ou unique de personne susceptible de basculer dans l’action terroriste. Certains individus sont attirés par l’idéologie subversive et les frissons que procure l’activisme clandestin ou l’action armée. D’autres se sont radicalisés à la suite de griefs personnels, de problèmes identitaires ou de frustrations professionnelles. D’autres encore dérivent vers le terrorisme sous l’influence de proches ou d’amis qui les poussent vers la radicalisation ou les recrutent pour le compte d’une organisation terroriste. Dans son livre, Les Nouveaux terroristes (Paris, Autrement, 2010), Mathieu Guidère distingue parmi ceux qui rejoignent les réseaux jihadistes trois catégories d’individus : (1) ceux qui poursuivent une vengeance ; (2) ceux en quête de reconnaissance; (3) ceux qui veulent affirmer une appartenance.

### Le ressentiment comme moteur de radicalisation
Dans tous les cas, le ressentiment et l’injustice apparaissent comme un facteur très puissant de motivation pour que des individus – en apparence normaux – adhèrent à des groupes jihadistes ou terroristes. Mais tout ressentiment a besoin d’un événement déclencheur ou «choc cognitif» pour pouvoir associer une perception faussée à un ennemi en particulier, qui est dès lors tenu pour responsable de tous les maux de l’individu ou de la communauté. C’est le cas notamment du phénomène d’«humiliation par procuration» dans lequel certains jeunes musulmans, qui vivent dans les pays démocratiques, se sentent humiliés en lieu et place de leurs « frères musulmans » parce qu’ils sont aux prises avec des questions d’appartenance et d’identité pour lesquelles le message radical résonne favorablement. Selon Guidère (2010:83-90), cela implique d’un point de vue cognitif : (1) la volonté émotionnelle d’agir face à l’injustice; (2) un code interne de l’honneur et de la fraternité; (3) la pression des proches et la quête de validation.

### L’idéologie comme fournisseur d’un «permis de tuer»
Les travaux du programme RWP insistent sur le rôle des perceptions radicales – la manière dont les terroristes voient le monde – dans le basculement dans l’action terroriste. L’idéologie apparaît comme un élément central et constant dans le processus de radicalisation. Elle contribue à l’acceptation de la violence comme méthode d’action pour amener un changement politique et conduit également à la création d’une sous-culture de la violence admise socialement. Les cadres cognitifs imposés par certaines idéologies excluantes sont parfois utilisés pour construire des identités individuelles ou collectives fondées sur un «choc des perceptions» et des récits de lutte dichotomique entre le Bien et le Mal. Parfois, l’idéologie sert simplement à masquer des griefs, des frustrations ou des ressentiments personnels, permettant ainsi de justifier et de rationaliser la violence.

### Internet est un élément clé de la radicalisation
Le terrorisme contemporain offre une combinaison inédite de violence et de communication. Le programme RWP montre de façon concluante que l’Internet avec son faible coût, sa facilité d’accès, sa rapidité, son anonymat, sa décentralisation, sa taille, sa connectivité mondiale et son manque de régulation, a joué – et continue de jouer – un rôle majeur dans la diffusion des messages radicaux, dans la création de communautés virtuelles idéologiquement contraires à la protection des droits humains, dans la collecte de fonds pour financer le terrorisme, dans la communication entre les membres d’organisations terroristes, ainsi que dans le recrutement de nouveaux membres.